# Ерволино, Анджело Раффаэле
Анджело Раффаэле Ерволино (итал. Angelo Raffaele Jervolino; 2 сентября 1890, Неаполь, Королевство Италия — 10 марта 1985, Рим, Италия) — итальянский государственный деятель, министр здравоохранения Италии (1962—1963).

## Биография
Родился в бедной семье. Окончил юридический факультет Неаполитанского университета. В течение десяти лет был профессором в Высшем институте искусств и наук.
В 1908 г. вступил в «Католическое действие». В 1914 г. являлся делегатом конгресса Итальянской католической университетской федерации (FUCI), проходившем в Болонье, где выступил с докладом на тему свободы образования, ставшей впоследствии основой его докторской диссертации в области права. В 1922 г. был отмечен золотой медалью Католического университета Святого Сердца.
Был членом Народной партии до её роспуска в 1926 г. Был лидером молодежного отделения «Католического действия» в Неаполе, а с 1928 по 1934 гг. его председателем. Будучи убежденным антифашистом, являлся политическим секретарем ХДП в Южной Италии.
В 1946 г. был избран депутатом Учредительного собрания, дважды избирался в городской совет Неаполя. Являлся членом Палаты депутатов парламента Италии (1946—1958) и членом итальянского Сената (1958—1968).
Занимал ответственные должности в Совете Министров Италии:
- 1944 г. — государственный секретарь в министерстве образования,
- 1944 г. — государственный секретарь в министерстве коммуникаций и железных дорог,
- 1946—1948 гг. — государственный секретарь в министерстве транспорта,
- 1948—1950 гг. — министр почт и телекоммуникаций,
- 1959—1962 гг. — министр торгового флота,
- 1962—1963 гг. — министр здравоохранения,
- 1963—1966 гг. — министр транспорта и гражданской авиации Италии.

В 1968 г. принял решение об уходе из политики и посвятил себя преподавательской деятельности.
Его дочь, Роза Руссо-Ерволино, занимала пост министра внутренних дел Италии (1998—1999).

## Награды и звания
12 декабря 1964 года он был награждён золотой медалью Президента Италии за заслуги в области общественного здравоохранения. В июне 1968 года он стал кавалером Большого креста ордена «За заслуги перед Итальянской Республикой».